# Ultimate Origins
Ultimate Origins és una sèrie limitada de còmics publicada per Marvel Comics, llançada el juny de 2008. Pertany al segell Ultimate Marvel de Marvel. Està escrita per Brian Bendis i il·lustrada per Butch Guice. Està pensada per ser un capítol en el desenvolupament d'Ultimatum, un esdeveniment crossover que va començar el setembre de 2008.
Jeph Loeb va declarar en una entrevista amb Comic Book Resources: "El que farà Ultimate Origin és, en certa manera, explicar-nos com va començar tot... L' Univers Ultimate no és gaire antic, així que no és una història còsmica. No veureu el naixement d'un planeta. El que veureu és com es va introduir la comunitat de superherois a la població humana. Així doncs, aprendreu la importància de coses com el programa Super Soldier, que s'ha insinuat a Ultimate Spider-Man i Ultimates 1 i 2. Ara, Brian connectarà els punts."

## Resum de la trama
La història comença amb una escena d' Ultimate Marvel Team-Up 3, on Spider-Man s'enfronta a Bruce Banner, que està agitat i li diu a Spider-Man "tot està connectat". Arriba Thunderbolt Ross, i malgrat els intents de Spider-Man per desactivar la situació, Banner es transforma en Hulk i escapa.
En flashbacks de la Segona Guerra Mundial, Nick Fury i James Howlett experimenten i se'ls donen superpoders. Adquireixen força sobrehumana i un factor de curació, respectivament, i Howlett és anomenat "Mutant Zero".
La història alterna entre el descobriment de l'artefacte conegut com el Watcher per Carol Danvers, del Projecte Pegasus. Un jove coix, Steve Rogers, és reclutat per Dum Dum Dugan per al programa de supersoldats del Projecte Rebirth. A través de molts tractaments diferents, Rogers es converteix en un supersoldat i deixa enrere la seva promesa Gail per començar la seva vida a la Segona Guerra Mundial.
Més tard, Magneto visita el complex Arma X i allibera Wolverine. Quan la mare de Magneto, que treballa al complex, intenta aturar-lo, ell l'assassina i proclama que espera que "hi hagi un infern". Abans de la mort de la seva mare, ella justifica el seu treball amb Arma X declarant que només volia trobar una cura per a Magneto i els altres. Fins i tot més tard en la vida de Magneto, llegeix un llibre publicat per Charles Xavier i està decidit a conèixer-lo. En aparèixer a la classe que imparteix Xavier, aviat s'adonen que Magneto és immune a la telepatia de Xavier. Discuteixen les teories relacionades amb l'acceptació de la "mutanitat" i es traslladen a la Terra Salvatge.
Un temps més tard, Thunderbolt Ross interroga Nick Fury mentre jeu en un llit d'hospital després que, aparentment, Wolverine l'hagi salvat d'una amenaça de guerra no especificada. Ross li pregunta sobre la seva implicació prèvia amb el mutant conegut com a Arma X i la naturalesa de la fisiologia única de Nick Fury. Després que Fury rebutgi una oferta per convertir-se en el "nou" Capità Amèrica (en substitució de l'original, que aleshores estava desaparegut en acció), es pregunta sobre la seva utilitat en altres aspectes.
La història salta endavant per a una breu sinopsi del Projecte Renaixement 2 i personatges importants, com ara Nick Fury, Franklin Storm, Bruce Banner, Hank Pym i Richard Parker. Durant aquest temps, Storm té un contracte per treballar amb el projecte de l'Edifici Baxter, així com amb el Projecte Renaixement. El seu treball amb les instal·lacions utilitza un vial de sang de Fury. La identitat de Fury com a donant s'amaga a tots els participants científics, tot i que Parker sospita la veritat. Quan sembla que Banner ha tingut un gran avenç, ell i Pym ho proven en si mateixos, començant per Banner. La prova surt malament i Banner, com Hulk, destrueix l'edifici i fereix greument Richard i Mary Parker. La visió del nadó Peter Parker en braços de la seva mare sorprèn Banner i Fury el domina.
Més tard, Fury s'infiltra al projecte Weapon X i, després d'adonar-se de l'impacte de l'entorn, s'adona que ningú hauria de saber mai de la implicació humana en el gen mutant. Mata tots els científics i els seus subjectes d'experimentació. L'únic mutant que sobreviu és T'Challa, amb qui Fury sent una connexió a causa del seu tràgic passat.
A continuació, es veu Charles Xavier sent traspassat per l'esquena com a acte de represàlia per Magneto, que afirma que Charles va intentar atacar-lo mentalment. Magneto parla del destí de la raça mutant d'ascendir com a déus sobre els humans i de la seva creença que Déu va voler que això fos.
Avui dia, els Vigilants parlen a través de Sue Storm i prediuen una desventura segura abans d'escollir Rick Jones com a herald.

## Edicions recollides
| Títol            | Material recollit     | Data de publicació | ISBN           |
| ---------------- | --------------------- | ------------------ | -------------- |
| Ultimate Origins | Ultimate Origins #1-5 | Gener de 2009      | 978-0785130352 |